# 乳母

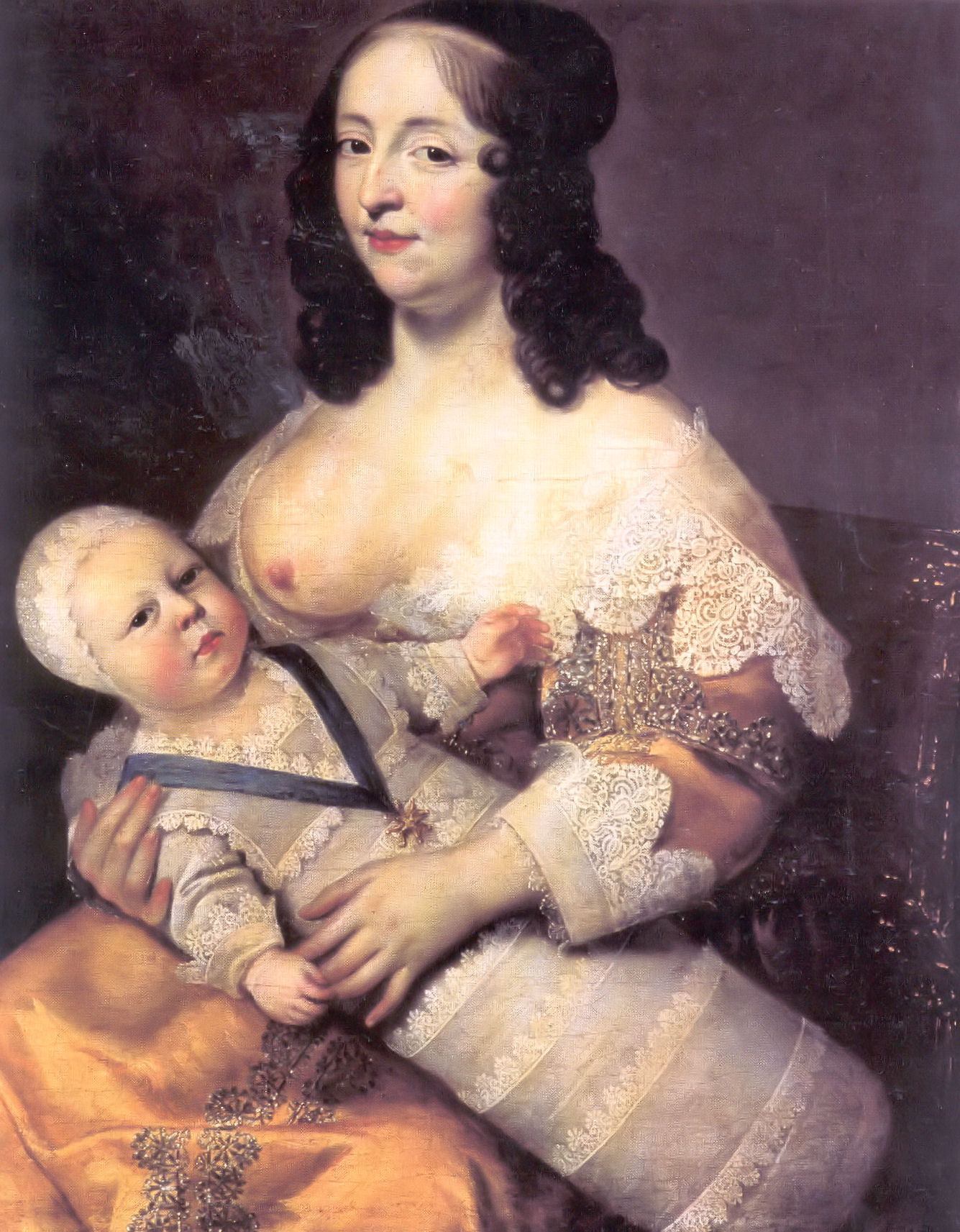
嬰兒時的路易十四與他的乳母

乳母，又稱乳娘、奶娘、奶媽、奶母、奶婆，是僱用來以母乳餵哺嬰兒的婦女。在古代，奶粉或其他母乳代用品未發明或未普及時，嬰兒的生母如不能或不願意哺育其子女，往往會僱用乳母。尤其是上層社會、宮廷，不少女性都不會親自餵哺子女，因此僱用乳母在上層社會十分普遍。
僱用乳母的原因有：
- 嬰兒生母已死亡或不與嬰兒同住
- 藥物導致母乳不適宜哺育嬰兒（包括醫療用藥和吸毒）
- 疾病
- 母乳量不足以餵哺嬰兒
- 不願意餵哺嬰兒（例如怕影響身材）

此外，多胞胎的母親即使有餵哺母乳，亦會因為奶水不足以餵哺所有嬰兒而僱用乳母。
有些乳母在小孩出生時也兼任穩婆。

## 乳母的身份
只有在授乳期的女性才可以當乳母，因為她們通常是有餵哺她們的親生子女。
一個母親只能提供有限的奶水，若數星期內都有餵哺母乳，乳房分泌的母乳就會增加，通常可以足夠餵哺雙胞胎，因此只有一胎的情況下，母乳足夠餵哺多一名嬰兒。由於從前的乳母多來自社會下層，在奶水不足以餵哺多一名嬰兒時，往往被逼餵哺非自己親生的嬰兒，有些乳母更是婢女身份。

## 歷史上的乳母
世界上不少文化中都有对乳母的记载，有時與社會階層有關。有錢人家或貴族常會找乳母餵哺子女，其中一個原因是為了儘快懷上下一胎，讓家族得以繼承（哺乳會抑制排卵）。貧窮的婦人，特別是育有私生子女的，有時要暫時或永遠放棄自己的親生子女，而用自己的乳汁去喂哺别人家的婴儿。

### 古埃及
《聖經》中記載摩西被埃及公主收養後，找了他的生母來當他的乳母。

### 伊斯蘭世界
伊斯蘭教的先知穆罕默德是被一名叫Halima Sadia的乳母餵哺而成長。

### 西方

#### 法國
法國在路易十四時期就有關於乳母的記載。

#### 美國
在十九世紀至二十世紀初，美國南部僱用乳母餵哺小孩在各社會階層中都很普遍。

#### 英國
英國在維多利亞時期有些婦女為賺錢而照顧嬰兒，她們會自己餵哺嬰兒或以便宜的食物餵他們，稱為嬰兒農業（baby-farming），常導致嬰兒夭折。

### 東亞

#### 中國
中國古代宮廷和貴族多會找乳母哺育嬰兒，《礼记·内则》规定天子、诸侯、大夫之子有资格請乳母餵哺，士之子必须由母親自己餵养。宮廷選乳母十分嚴格，在年龄、相貌、健康狀況、乳汁浓淡和色泽等方面都有规定，一旦入选，其服饰、饮食等皆須听从宫中安排。
以明朝為例，明朝的宮廷乳母稱為「奶口」，选养在东安门外稍北的礼仪房中，以备内廷宣召，俗称“奶子府”，由宫中提督司礼监太监管理。每季选奶口四十名，蓄养於内，称为“坐季奶口”；再另选八十名，仅註册其籍，讓她們住在自己家裡，称为“点卯奶口”。奶口須有丈夫，年十五以上二十以下，形容端正，第三胎僅三個月者應選。生男者餵哺女嬰，生女者餵哺男嬰。
由於乳母與乳子關係親密，有時感情比親生母親還是深厚，加上乳母有哺育之恩，以傳統思想上乳子需要對乳母盡孝，因此皇帝的乳母往往被封受赏，例如汉安帝曾封乳母王聖为“野王君”。漢灵帝封乳母赵娆为“平氏君”。汉献帝追封乳母吕贵为“平氏君”。唐中宗封乳母于氏为“平恩郡夫人”。有些更被奉為有如皇太后的「保太后」。歷代也有不少乳母受封，有些乳母則倚仗權勢作亂。如汉安帝的乳母王圣母女和宦官江京、李闰等勾结，诽谤太后，逼得宰相杨震服毒自杀，連太子也被廢。明熹宗的乳母客氏，勾結宦官魏忠賢擾亂朝政。因此有人反對乳母受封和為乳母服喪。
清朝時宮廷乳母必須為旗籍，但多為包衣出身如果包衣滿洲佐領、旗鼓佐領，其丈夫（奶公）有時也會協助照顧乳子，順治十六年（1659年），南明的鄭成功圍攻南京的消息傳到北京，福臨揚言要御駕親征。面對百官勸阻，他竟用劍把御座劈成碎塊，再沒有人敢站出來諫止，其母孝莊太后則轉身退去，另派福臨的乳母朴氏出面勸阻，福臨才決定不出征。朴氏和她的後夫喀喇均受封，而康熙帝则多年后追封了顺治帝另两位乳母叶赫勒氏和李氏。
此外，有一些乳母因照顾婴儿的机会和男主人接近，结下关系。根据宋太宗赵匡义的说法，其父赵弘殷在为民时与赵匡义的乳母耿氏发生关系，生赵廷美；亦有的乳母與自己的乳子有性關係，這些乳母往往是乳子或其兄弟的性啟蒙者，例如鄭成功的兒子鄭經，在廈門與其弟乳母陳昭娘通姦，并生下长子郑克臧。

#### 日本
日本的皇族、貴族、武家子弟也常由乳母餵哺，當中不乏具有影響力的。例如德川幕府第三代將軍德川家光的乳母齋藤福，就幫助德川家光繼承將軍之位，並掌握了大奧的實權，成為大奧總取締，獲後水尾天皇賜她「春日局」之號，官階從三位。有些乳母會成為乳子的側室，如高倉天皇的乳母帥局，就為他生下了第一個子女－功子內親王；足利義政的乳母今參局，後來成為他的側室，對室町幕府很有影響力。

#### 朝鮮
朝鮮古代的王族和貴族也常由乳母餵哺。朝鮮王朝時期，國王的乳母會被封為從一品外命婦奉保夫人（又稱大殿乳母）。

## 同乳兄弟姊妹
由同一乳母哺育的孩子（包括乳母的親生子女）稱為同乳兄弟姊妹（milk-siblings），他們往往關係親密，有些皇族、貴族會任用同乳兄弟姊妹為自己的副手、下屬。例如北宋皇帝宋仁宗的乳母之女苗氏成为宋仁宗的德妃，明世宗嘉靖帝的乳母之子陆炳执掌锦衣卫多年等。
《古蘭經》規定同乳兄弟姊妹互相不能結婚。

## 現代
隨著嬰兒奶粉的普及，在已發展國家中，乳母再不是必要，因此這門職業逐漸式微。另外，擠出母乳（尤其是初乳）並捐到近似血庫的乳庫（milk banks），亦能代替乳母的功能。在發展中國家，乳母依然很普遍。

## 非餵哺嬰兒的乳母
乳母有時是為攝取營養有困難的老人或病人提供人奶食用，約翰·約伯·奧斯塔和約翰·戴維森·洛克菲勒就表示自己在老年時有僱用乳母為他們提供人奶。
據《世說新語·汰侈》載，王濟以人奶餵小豬，然後蒸熟，請晉武帝吃，晉武帝覺得豬肉鮮美，一問之下知道是人奶餵的，覺得氣憤而離開。既然有人奶餵小豬，所用之奶應是所僱的乳母所出。
近年中國大陸有商人推出「人奶宴」，以「營養師」的名義，以每月2000元人民幣的報酬僱用了六名乳母提供人乳，所有菜色均用人奶烹調，被批評為違反倫理道德，後來以人體母乳不是商品意義上的食品為理由被取締。
另外，日本有一種性產業是由生育不久的年輕婦女於客人面前擠出人奶供客人飲用。這些婦女也被稱為奶媽（AV也有此品种）。
法国国王去相亲记载了西班牙公主的父亲，西班牙国王有胃病必须食用人奶

## 虛構作品中的乳母
- 《紅樓夢》中，賈迎春的乳母偷了她的「累金鳳」去典當，迎春卻為了息事寧人而不問罪，妹妹賈探春為她出頭才處理好這件事。
- 約翰·史坦貝克的小說《憤怒的葡萄》裡，一個死了孩子婦人在沒有其他營養品的情況下以人乳餵哺一個瀕死的男人。
- 電影《萬夫莫敵》中，克拉蘇奪得斯巴達克的妻兒，並想納他的妻子Varinia為妾，就買了一個乳母去餵哺她的嬰兒，Varinia拒絕，並說：「我寧願自己哺育我的孩子。」

## 延伸阅读
[在维基数据编辑]
 《欽定古今圖書集成·明倫彙編·家範典·乳母部》，出自陈梦雷《古今圖書集成》

## 外部連結
- Guardian Unlimited: Not your mother's milk（页面存档备份，存于）
- BabyFamily
- 奶婆
- 滿洲皇帝與保母劉小萌